# تيودور إستودور
تيودور إستودور (بالرومانية: Tudor Istodor)‏ هو ممثل روماني، ولد في 24 مايو 1984 ببوخارست في رومانيا.

## أعمال

### أفلام
- (2009) الرماد والدم
- (2013) نظرية الصفر

## وصلات خارجية
- تيودور إستودور على موقع IMDb (الإنجليزية)
- تيودور إستودور على موقع ميتاكريتيك (الإنجليزية)
- تيودور إستودور على موقع روتن توميتوز (الإنجليزية)
- تيودور إستودور على موقع روتن توميتوز (الإنجليزية)
- تيودور إستودور على موقع قاعدة بيانات الأفلام العربية
- تيودور إستودور على موقع ألو سيني (الفرنسية)
- تيودور إستودور على موقع أول موفي (الإنجليزية)
- تيودور إستودور على موقع قاعدة بيانات الأفلام السويدية (السويدية)
- تيودور إستودور على موقع قاعدة بيانات الفيلم (الإنجليزية)
- تيودور إستودور على موقع ليتربوكسد (الإنجليزية)